# 习家套乡
习家套乡，是中华人民共和国河北省唐山市古冶区下辖的一个乡镇级行政单位。

## 行政区划
习家套乡下辖以下地区：
东李家套村、刘庄村、张庄村、古冶西街村、新立村、黄坨村、西李家套村、习家套村、于家套村、西营套村、解家套村、杨家套村、任家套村、古冶东街村和胜利村。